# ليه بايبس
ليه ماري بايبس (بالإنجليزية: Leah Pipes)‏ ممثلة أمريكية اشتهرت بظهورها في بطولة في المسلسل التلفزيوني الحياة البرية ، فيلم الرعب بيت الطالبات و مسلسل الأصليون.

## روابط خارجية
- ليه بايبس على موقع IMDb (الإنجليزية)
- ليه بايبس على موقع ألو سيني (الفرنسية)
- ليه بايبس على موقع أول موفي (الإنجليزية)
- ليه بايبس على موقع قاعدة بيانات الفيلم (الإنجليزية)
- ليه بايبس على موقع كينوبويسك (الروسية)